# Herbert Raab
Herbert Raab, né en 1969, est un astronome autrichien.

## Biographie
Le Centre des planètes mineures le crédite de la découverte de l'astéroïde (13682) Pressberger effectuée le 10 août 1997 en collaboration avec Erich Meyer.
Il a créé le programme Astrometrica.                      
L'astéroïde (3184) Raab lui est dédié,,.